# تاکتیسیته

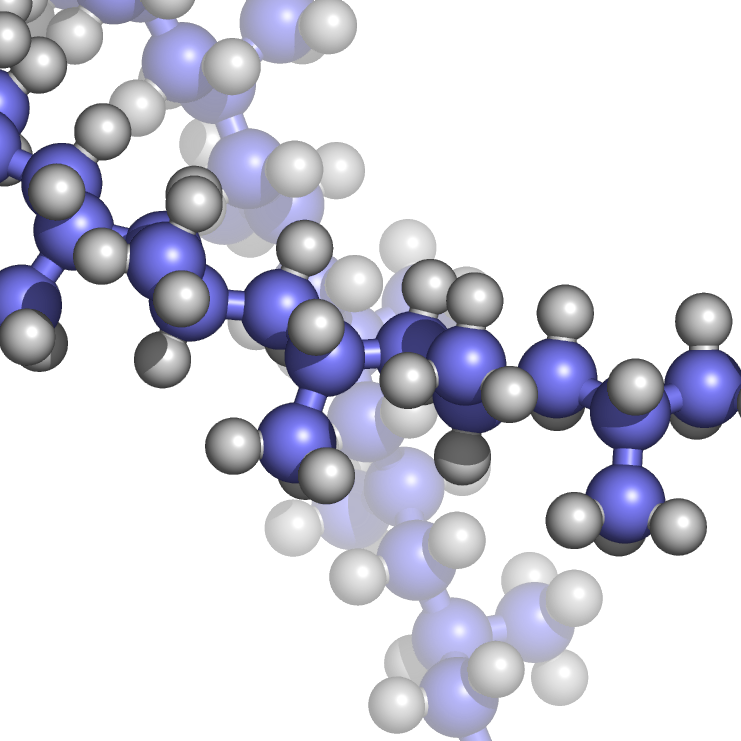
یک مدل توپ و چوب از پلی پروپیلن syndiotactic.

(از یونانی: τακτικός τακτικός "مربوط به ترتیب یا نظم") استریوشیمی نسبی مراکز کایرال مجاور در یک ماکرومولکول است. اهمیت عملی تاکتیک به تأثیرات روی خواص فیزیکی پلیمر بستگی دارد. منظم‌بودن ساختار ماکرومولکولی بر درجه‌ای که دارای نظم برد بلند کریستالی سفت و سخت یا اختلال برد بلند بی‌شکل و انعطاف‌پذیر است تأثیر می‌گذارد. دانش دقیق تاکتیسیته یک پلیمر همچنین به درک اینکه پلیمر در چه دمایی ذوب می‌شود، میزان محلول بودن آن در یک حلال و خواص مکانیکی آن کمک می‌کند.
یک ماکرومولکول تاکتیکی در تعریف IUPAC یک ماکرومولکول است که در آن به‌طور اساسی تمام واحدهای پیکربندی (تکرارکننده) یکسان می‌باشند. تاکتیسیته به‌ویژه در پلیمرهای وینیل از نوع - H
2C-CH(R)- قابل توجه استH
2C-CH(R)-{{سخ}} H
2C-CH(R)- که در آن، هر واحد تکراری با یک جایگزین R در یک طرف ستون فقرات پلیمری توسط واحد تکرارشونده بعدی با جایگزین در همان سمت قبلی، طرف دیگر مانند قبلی یا به‌طور تصادفی نسبت به قبلی قرار گرفته‌است. در یک ماکرومولکول هیدروکربنی که تمام اتم‌های کربن آن، ستون فقرات را در یک هندسه مولکولی چهاروجهی تشکیل می‌دهند، ستون فقرات زیگزاگ در صفحه کاغذ است و جانشین‌ها یا از کاغذ بیرون می‌آیند یا به داخل کاغذ عقب می‌روند. این برجستگی به نام جولیو ناتا، فرافکنی ناتا نامیده می‌شود. ماکرومولکول‌های تک‌تاکتیک دارای یک اتم استریو ایزومر در هر واحد تکرار می‌باشند، درشت مولکول‌های دیتاکتیک تا n-تاکتیک دارای بیش از یک اتم استریو ایزومر در واحد می‌باشند.

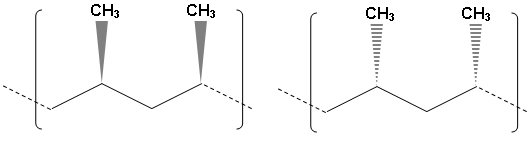
نمونه ای از مزو دیادها در یک مولکول پلی پروپیلن.

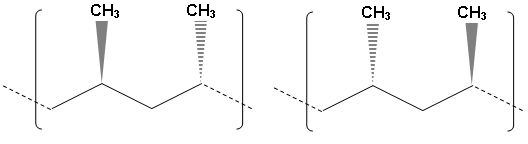
نمونه ای از راسمو دیادها در یک مولکول پلی پروپیلن.

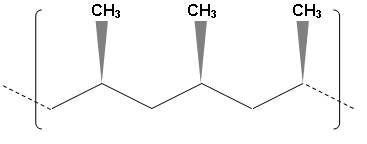
یک سه‌گانه ایزوتاکتیک (mm) در یک مولکول پلی پروپیلن.

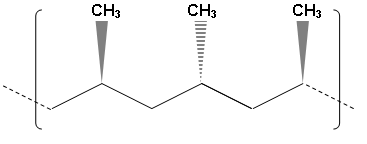
یک سه‌گانه syndiotactic (rr) در یک مولکول پلی پروپیلن.

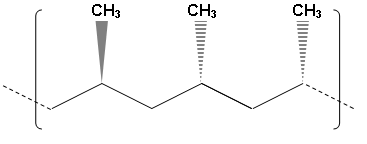
یک سه‌گانه هتروتاکتیک (rm) در یک مولکول پلی پروپیلن.

تشریح تاکتیک

## دیادز
دو واحد ساختاری مجاور در یک مولکول پلیمری یک دیاد را تشکیل می‌دهند. همپوشانی دیادها: هر واحد سازه‌ای بخشی از دو دیاد در نظر گرفته می‌شود، یک دیاد با هر همسایه. اگر یک دیاد از دو واحد با جهت یکسان تشکیل شده باشد، دیاد مانند یک ترکیب مزو، مزو دیاد (مخفف m) نامیده می‌شود. اگر دیاد متشکل از واحدهایی باشد که در جهت مخالف هستند، دیاد را مانند یک ترکیب راسمیک، راسمو دیاد (r) می‌نامند. در مورد مولکول‌های پلیمری وینیل، یک مزو دیاد است که در آن جانشین‌ها در یک سمت ستون فقرات پلیمری قرار دارند: در برجستگی ناتا، هر دو به سمت صفحه یا هر دو به خارج از صفحه اشاره می‌کنند.

## سه‌گانه
استریوشیمی ماکرومولکول‌ها را می‌توان با معرفی سه‌گانه‌ها با میزان دقت بالاتری تعریف کرد. یک سه‌گانه ایزوتاکتیک (mm) از دو مزو دیاد مجاور تشکیل شده‌است، یک سه‌گانه syndiotactic (همچنین syndyotactic) (rr) از دو دیاد racemo مجاور تشکیل شده‌است، و یک سه‌گانه هتروتاکتیک (rm) از یک racemo diad مجاور تشکیل شده‌است. کسر جرمی سه‌گانه ایزوتاکتیک (mm) یک معیار کمی رایج برای تاکتیسیته است. هنگامی که استریوشیمی یک ماکرومولکول به عنوان فرایند برنولی در نظر گرفته می‌شود، ترکیب سه‌گانه را می‌توان از روی احتمال Pm یک دیاد محاسبه کرد. به عنوان مثال، وقتی این احتمال ۰٫۲۵ است، احتمال پیدا کردن:
- یک سه‌گانه ایزوتاکتیک Pm2 یا 0.0625 است
- یک سه‌گانه هتروتاکتیک 2 Pm (1 - Pm) یا ۰٫۳۷۵ است
- یک سه‌گانه syndiotactic (1– Pm) 2 یا ۰٫۵۶۲۵ است

با احتمال کلی ۱. رابطه‌های یکسانی با دیادها برای تترادها وجود دارد. : 357 

## تتراد، پنتاد و غیره
تعریف تترادها و پنتادها پیچیدگی و دقت بیشتری را برای تعریف تاکتیسیته معرفی می‌کنند، به خصوص وقتی که اطلاعات در مورد سفارش دوربرد مناسب باشد. اندازه‌گیری‌های تاکتیسیته به‌دست‌آمده توسط کربن-13 NMR به‌طور معمول بر حسب فراوانی نسبی پنج‌گانه‌های مختلف در مولکول پلیمر، به عنوان مثال mmmm , mrrm بیان می‌شوند.

## سایر قراردادها برای تعیین کمیت تاکتیک
قرارداد اولیه برای بیان تاکتیسیته بر حسب کسر وزنی نسبی اجزای سه‌گانه یا درجه بالاتر است، همان‌گونه که در بالاتر شرح داده شد. یک عبارت جایگزین برای تاکتیسیته، طول متوسط توالی مزو و راسمو در مولکول پلیمر است. متوسط طول توالی مزو را می‌توان از فراوانی نسبی پنتادها به شکل زیر مورد تقریب قرار داد:
{\displaystyle MSL={\frac {mmmm+{\tfrac {3}{2}}mrrr+2rmmr+{\tfrac {1}{2}}rmrm+{\tfrac {1}{2}}rmrr}{{\tfrac {1}{2}}mmmr+rmmr+{\tfrac {1}{2}}rmrm+{\tfrac {1}{2}}rmrr}}}

## پلیمرها
پلیمرهای ایزوتاکتیک
پلیمرهای ایزوتاکتیک از ماکرومولکول‌های ایزوتاکتیک (تعریف IUPAC) تشکیل شده‌اند. در ماکرومولکول‌های ایزوتاکتیک، همه جانشین‌ها در یک سمت ستون فقرات ماکرومولکولی قرار دارند. یک ماکرومولکول ایزوتاکتیک ۱۰۰٪ از مزودیادها تشکیل شده‌است. پلی‌پروپیلن تشکیل شده توسط کاتالیز زیگلر-ناتا یک پلیمر ایزوتاکتیک است. پلیمرهای ایزوتاکتیک معمولاً نیمه‌بلوری هستند و اغلب یک پیکربندی مارپیچ را تشکیل می‌دهند.
پلیمرهای syndiotactic
در ماکرومولکول‌های syndiotactic یا syntactic، جایگزین‌ها دارای موقعیت‌های متناوب در طول زنجیره هستند. ماکرومولکول ۱۰۰٪ از راسمو دیادها را تشکیل می‌دهد. پلی‌استایرن سیندیوتاکتیک، ساخته شده از پلیمریزاسیون کاتالیزور متالوسن، کریستالی با نقطه ذوب ۱۶۱ است. درجه سانتی‌گراد گوتاپرکا نیز نمونه‌ای برای پلیمر Syndiotactic است.
پلیمرهای آتاکتیک
در ماکرومولکول‌های آتاکتیک، جایگزین‌ها به‌طور تصادفی در امتداد زنجیره قرار می‌گیرند. درصد meso diadها بین ۱ تا ۹۹ درصد است. با کمک تکنیک‌های طیف‌سنجی مانند NMR می‌توان ترکیب یک پلیمر را بر حسب درصد برای هر سه‌گانه مشخص کرد.
پلیمرهایی که توسط مکانیسم‌های رادیکال آزاد مانند پلی‌وینیل‌کلراید تشکیل می‌شوند معمولاً آتاکتیک هستند. پلیمرهای آتاکتیک به دلیل ماهیت تصادفی خود معمولاً آمورف هستند. در ماکرومولکول‌های همی‌ایزوتاکتیک، هر واحد تکراری دیگر یک جایگزین تصادفی دارد.
پلیمرهای آتاکتیک از دیدگاه فناوری بسیار مهم واقع شده‌اند. یک مثال خوب، پلی‌استایرن (PS) است. در صورت استفاده کردن از یک کاتالیزور خاص در سنتز آن، می‌توان نسخه سندیوتاکتیکی این پلیمر را به دست آورد، اما بیشتر پلی‌استایرن صنعتی تولید شده آتاکتیک است. این دو ماده خاصیت‌هایی با تفاوت بسیار دارند زیرا ساختار غیرمنظم نسخه آتاکتیک باعث می‌شود زنجیره‌های پلیمری به صورت منظم روی همدیگر چیده شوند. نتیجه حاصله این است که، در حالی که PS syndiotactic یک ماده نیمه‌کریستالی است، نسخه رایج آتاکتیک نمی‌تواند متبلور شود و به جای آن یک شیشه را تشکیل می‌دهد. این مثال از این نظر کاملاً کلی است که بسیاری از پلیمرهای دارای اهمیت اقتصادی، تولیدکننده شیشه آتاکتیک هستند.
پلیمرهای یوتاکتیک
در ماکرومولکول‌های یوتاکتیک، جانشین‌ها ممکن است هر توالی خاصی (اما به‌طور نهانی پیچیده) از موقعیت‌ها را در طول زنجیره اشغال کنند. پلیمرهای ایزوتاکتیک و سندیوتاکتیک نمونه‌هایی از کلاس کلی‌تر پلیمرهای یوتاکتیک هستند که شامل درشت مولکول‌های ناهمگن هست که در آن‌ها توالی از جانشین‌هایی با انواع مختلف (مثلاً زنجیره‌های جانبی در پروتئین‌ها و بازها در اسیدهای نوکلئیک) ایجاد شده‌است.
پیکربندی سر/دم
در پلیمرهای وینیل، پیکربندی کامل را می‌توان با تعریف پیکربندی سر / دم پلیمر توضیح داد. در یک ماکرومولکول معمولی، همه واحدهای مونومر به‌طور معمول در یک پیکربندی سر به دم به هم متصل هستند، به طوری که همه جانشین‌های β توسط سه اتم کربن از هم جدا می‌شوند. در پیکربندی سربه‌سر، این جداسازی تنها با ۲ اتم کربن و جداسازی با پیکربندی دم‌به‌دم با ۴ اتم می‌باشد. پیکربندی سر / دم بخشی از تاکتیسیته پلیمر نیست، اما می‌بایست هنگام در نظر گرفتن عیب‌های پلیمر مورد نظر گرفته شود.

## تکنیک‌های اندازه‌گیری تاکتیسیته
تاکتیسیته ممکن است مستقیماً توسط استفاده از پروتون یا کربن-۱۳ NMR مورد اندازه‌گیری قرار بگیرد. این تکنیک توزیع تاکتیسیته را با مقایسه نواحی پیک یا محدوده‌های انتگرال مربوط به دیادهای شناخته شده (r, m)، سه‌گانه (mm, rm+mr, rr) و / یا n- ads مرتبه بالاتر، بسته به میزان وضوح طیفی، ممکن می‌سازد. در مواردی که وضوح محدود دارند، روش‌های تصادفی مانند آنالیز برنولی یا مارکوین نیز ممکن است برای برازش توزیع و پیش‌بینی n- ads بالاتر و محاسبه ایزوتاکتیکی پلیمر تا سطح مورد نظر مورد استفاده قرار بگیرد.
سایر تکنیک‌هایی که به تاکتیسیته حساس هستند عبارتند از پراش پودر اشعه ایکس، طیف‌سنجی جرمی یونی ثانویه (SIMS), طیف‌سنجی ارتعاشی (FTIR) و به‌ویژه تکنیک‌های دو بعدی. زمانی که رابطه بین تاکتیسیته و آن خاصیت به خوبی برقرار باشد، می‌توان تاکتیسیته را با اندازه‌گیری ویژگی فیزیکی دیگر، مانند دمای ذوب، استنباط کرد.